# Айрапетьянц, Анна Эрвандовна
Анна Эрвандовна Айрапетьянц (1933 — 29 июня 2021, Санкт-Петербург) — советский и российский зоолог-натуралист. Кандидат биологических наук. Заслуженный работник охотничьего хозяйства России, заслуженный эксперт Всероссийской категории по породам и испытаниям спаниелей. 

## Биография
Отец — Эрван Шамирович Айрапетьянц. Супруг — Игорь Михайлович Фокин.
Поступила на биолого-почвенный факультет Ленинградского университета.
После окончания вуза зоолог в Туркменской противочумной станции. В 1960—2008 годах — научный сотрудник Биологического НИИ Ленинградского (Санкт-Петербургского) государственного университета, с 1995 г. — доцент кафедры зоологии позвоночных.

## Труды
Автор более 100 научных и научно-популярных книг и статей по зоологии и охотничьему собаководству.
- Айрапетьянц А. Э. Сони [Текст] / А. Э. Айрапетьянц. — Ленинград : Изд-во ЛГУ, 1983. — 191 с. : ил.; 22 см. — (Жизнь наших птиц и зверей; Вып. 5).

- Айрапетьянц А. Э., Стрелков П. П., Фокин И. М. Звери. — Л.: Лениздат, 1987. — 143 с., 8 л.ил. — (Природа Ленинградской области)
- Айрапетьянц А. Э. Сони. — Л.: ЛГУ, 1983. — 192 с. — (Жизнь наших зверей и птиц, вып. 5).
- Россолимо О. Л., Потапова Е. Г., Павлинов И. Я., Крускоп С. В, Волцит О. В. Соня лесная Dryomys nitedula (Pallas, 1779) // Сони (Myoxidae) мировой фауны. — М.: МГУ, 2001. — С. 161—186. — 229 с.

- Айрапетьянц А. Э. Насекомоядные и грызуны Ленинградской области : диссертация … кандидата биологических наук : 03.00.00. — Ленинград, 1969

## Награды, поощрения
- Нагрудный знак «Заслуженный работник охотничьего хозяйства России», удост. № 772, пост. ЦП № 142 от 20.04.2004
- Почетный член Ассоциации «Росохотрыболовсоюз» удост. № 2335, пост. ЦП № 197 от 24.04.2000